# Мар'ятта Расі
Мар’ятта Расі (29 листопада 1945 — 23 травня 2021) — фінська дипломатка. Вона представляла Фінляндію як постійний делегат при Організації Об'єднаних Націй (ООН), а також як посол у багатьох країнах у Нью-Делі, Дакці, Коломбо, Катманду, Тхімпху та Відні . Працювала головою Агентства розвитку Фінляндії. У 2004 році Мар'ята була президентом Економічної та Соціальної Ради Організації Об’єднаних Націй (ЕКОСОР).   Після служби в Нью-Йорку в ООН у 1998-2004 роках вона також була заступником державного секретаря з питань політики розвитку в Міністерстві закордонних справ (Фінляндія) .  

## Раннє життя та освіта
Расі народилася в Пункалайдуні, Фінляндія, 29 листопада 1945 року   Закінчила Гельсінський університет у 1969 році зі ступенем бакалавра у галузі право (LLB).

## Кар'єра
У 1970 році Расі приєдналася до дипломатичної служби Фінляндії у Міністерстві закордонних справ і була призначена аташе у Відні . У 1972 році вона була другим секретарем посольства Фінляндії в Лондоні . Згодом Мар'ятта повернулася до Фінляндії, з 1977 року працювала секретарем відділу в Міністерстві закордонних справ. Її наступна посада була в Нью-Йорку в 1979 році як радник Постійного представництва Фінляндії при Організації Об'єднаних Націй . Вона повернулася у Фінляндію з 1983 по 1987 рік як радник у Міністерстві закордонних справ, де з 1986 року стала директором політичного департаменту (сектор ООН). Потім її знову відправили в Нью-Йорк на посаду заступника постійного представника (посла) Фінляндії при ООН, голови Комітету з санкцій Ради Безпеки. У 1991 році Расі стала послом Фінляндії в Нью-Делі, Дакці, Коломбо, Катманду і Тхімпху . У 1995 році вона повернулася в Міністерство закордонних справ Фінляндії на посаді генерального директора Департаменту міжнародного співробітництва  З 1 червня 1998 року по 2004 рік стала постійним представником Фінляндії при ООН в Нью-Йорку  
20 жовтня 1998 року Мар'ятта Расі представила «Скандинавський погляд» щодо розширення складу Ради Безпеки .  3 жовтня 2001 року у своєму зверненні до ООН вона заявила про план дій Європейського Союзу щодо викорінення міжнародного тероризму.  З 2000 року вона теж була членом правління Міжнародної академії миру . З 2002 - 2003 рік працювала віце-президентом Економічної та Соціальної Ради (ECOSOC) Організації Об’єднаних Націй і брала участь у плануванні післявоєнної допомоги. У доповіді Раді Безпеки,яка була представлена 28 травня 2004 року, Расі заявила: «Гуманітарна допомога, реабілітація, відновлення та реконструкція можуть і будуть пересікатися. Ці дії часто повинні супроводжуватися постійним пом’якшенням наслідків кризи та її запобіганню, щоб уникнути перешкод. Підтримка миру та безпека повинні бути частиною цілісного підходу»  У 2004 р. вона представила Економічній раді «проект резолюції про статус неурядових організацій та інших груп, акредитованих на Всесвітньому саміті зі сталого розвитку».  У 2004 році теж представила звіт про «стратегії плавного переходу для країн, що виходять зі списку найменш розвинених країн». 
Коли  Мар'ятта Расі була заступником державного секретаря з питань політики розвитку в Міністерстві закордонних справ, її запросили бути членом консультативної групи Фонду розбудови миру ООН, а в 2006 році вона була головою цього фонду, який був створений у 2005 році. Фінляндія зробила внесок до цього фонду 1,6 мільйона євро, які покривали допомогу Сьєрра-Леоне та Бурунді.  
У жовтні 2009 року вона взяла нa себе відповідальність посла Австрії у Відні, замінивши Кірсті Кауппі; Мар'ятта була одинадцятим послом Фінляндії в Австрії. Протягом цього періоду вона також була постійним представником Фінляндії при ООН й інших міжнародних організацій, які розташовуються у Відні, таких як Міжнародне агентство з атомної енергії (МАГАТЕ), Міжнародна організація договору про заборону ядерних випробувань (ОДВЗЯИ) та Організація Об’єднаних Націй з промислового розвитку. Організація (ЮНІДО).  Звільнилася зі зовнішньополітичної служби в 2013 році опісля тривалої кар’єри. 

## Політична кар'єра
Після виходу Paci на пенсію, консервативна Національна коаліційна партія висунула її нa європейські вибори 2014 року разом з Каєм Понтіненом . Вона отримала 17 з 240 голосів.  

## Інші види діяльності
- Африканський банк розвитку (AfDB), член Ради керуючих за посадою (2005-2009) [17]